# Saison 1 de Power
Chronologie
Saison 2
Cet article présente le guide des épisodes de la première saison de la série télévisée américaine Power.

## Généralités
- Aux États-Unis, cette saison a été diffusée du 7 juin 2014 au 2 août 2014 sur Starz.
- Au Canada, elle a été diffusée en simultanée sur Super Channel.

## Distribution

### Acteurs principaux
- Omari Hardwick (VFB : Michelangelo Marchese) : James « Ghost » St. Patrick
- Lela Loren (VFB : Sandrine Henry) : Angela Valdez
- Naturi Naughton (VFB : Cécile Florin) : Tasha St. Patrick
- Joseph Sikora (VFB : Simon Duprez) : Thomas Patrick « Tommy » Egan
- Lucy Walters (VFB : Valérie Muzzi) : Holly Elizabeth Weaver
- Adam Huss (en) (VFB : Sébastien Hébrant) : Josh Kantos
- Andy Bean (VFB : Alexandre Crépet) : Greg Knox
- Kathrine Narducci : Frankie
- Greg Serano : Agent Juan Julio Medina
- Luis Antonio Ramos (en) : Carlos « Vibora » Ruiz
- Sinqua Walls : Shawn

### Acteurs récurrents
- Shane Johnson (en) : Cooper Saxe
- J.R. Ramirez : Julio Antonio Romano
- Curtis "50 Cent" Jackson (VFB : Erwin Grûnspan) : Kanan Starks
- Michael Rainey Jr. (VFB : Thibaut Delmotte) : Tariq St. Patrick
- Alani "La La" Anthony : LaKeisha Grant
- Leslie Lopez : Pink Sneakers
- Diane Neal : Cynthia Sheridan
- William Popp : Vladimir
- Victor Garber : Simon Stern
- Vinicius Machado (en) : Nomar Arcielo
- Enrique Murciano : Felipe Lobos

## Épisodes

### Épisode 1:Pas exactement comme prévu
- États-Unis /  Canada : 7 juin 2014 sur Starz[1] / Super Channel
- France : 8 novembre 2015 sur OCS Choc[2]

- États-Unis : 462 000 téléspectateurs[3] (première diffusion)

L'épisode commence avec James St. Patrick et sa femme Tasha qui arrivent à l'inauguration de la boîte de nuit, le Truth, dont James est propriétaire. Une fois à l'intérieur du club et après avoir pris quelques verres, James laisse Tasha, disant qu'il doit gérer des affaires. D'après un employé qui semble être le partenaire de James, il y aurait plus de 400 personnes pour l'inauguration du club, ce qui dépasse largement leurs attentes. Au bar, la présence de James est demandée par un certain Tommy au sous-sol du club. Une fois là-bas, on y voir un homme et sa fiancée se faire torturer car l'homme a volé de l'argent à ce fameux Tommy. Tommy lui demande alors où est l'argent, en menaçant l'homme de tuer sa petite amie Maria. James demande alors ce qu'il se passe et Tommy lui explique alors que l'homme nommé Miguel Alvarez leur a volé de l'argent et tué un de ses hommes. James demande alors à Tommy de relâcher Maria car il pourrait y avoir de dangereuses représailles avec les autres gangs du coin, ce que Tommy comprend. Avant que Maria part, James la persuade de ne rien raconter à personne sous peine de conséquences. James enlève alors son costume pour aller torturer à son tour Miguel et en voyant que Miguel est déterminé à ne rien dire, James prend alors l'arme de Tommy et tue Miguel d'une balle dans la tête. James dit ensuite alors à Tommy que pour l'attaque a été commandité par un de leurs associés qui connaît leur fonctionnement et dit à Tommy de mettre leur business en pause temporairement pour ne pas prendre une deuxième attaque. Tommy appelle alors son partenaire pour annuler les ventes de ce soir et ce dernier dit à tous ces vendeurs d'arrêter les ventes en cours. On comprend alors que James est à la tête d'un grand réseau de drogue et que Tommy est son associé.
James St. Patrick retourne ensuite au club et y retrouve sa femme qui demande à rentrer mais James refuse et demande à son chauffeur Shawn de la raccompagner à la maison, ce qui énerve cette dernière qui voulait que James rentre avec elle. Après l'inauguration, James contemple sa réussite avec Tommy grâce au deal de drogue mais Tommy lui rappelle qu'ils se sont fait voler 200.000$, ce qui oblige James à chercher qui a attaqué leur organisation. Il pense aussi qu'il doit avertir leur fournisseur pour le vol mais Tommy refuse, disant qu'il n'a pas besoin de savoir. James lui rappelle alors qu'ils ne doivent pas faire mauvaise figure devant lui après seulement 6 mois de travail pour lui. Tommy confie à James qu'il a remarqué une belle serveuse mais James lui ordonne de ne pas s'approcher du personnel du club. James rentre ensuite chez lui et se déshabille, en voyant qu'il a une tâche de sang sur lui et cache le débardeur avec la tâche. Le lendemain, James se réveille et fait l'amour avec Tasha avant d'aller au salon avec sa famille et la mère de Tasha, Estelle. Le chauffeur de la famille, Shawn arrive à son tour et voit qu'il a une bonne relation avec le fils de James, Tariq et qu'il a le béguin sur Tasha.
Une fois parti de chez lui, James retrouve leur fournisseur Felipe Lobos, accompagné de Tommy mais il reçoit un appel de son associé du club Josh Kantos, qui lui annonce qu'un certain Simon Stern, un gros acteur du monde de la nuit de New York propriétaire de plusieurs boites de nuit, veut les rencontrer. Ils arrivent enfin en face de Lobos qui les informe qu'il est au courant pour l'attaque et demande à reprendre la vente dès maintenant, en mettant la pression sur James qui est surnommé Ghost dans le business. Après le rendez-vous, Tommy part voir un de leurs associés Anibal Santalises à qui il demande des informations sur l'attaque. Du côté de Ghost, il retrouve Carlos "Vibora" Ruiz, un autre de leurs associés, qui lui annonce qu'ils ont, eux aussi, été attaqués.
Les St. Patrick dînent avec Tommy qui a l'air d'être comme un membre de la famille. Après ça, Tommy et Ghost se retrouvent dans le bureau de Ghost où Tommy apprend pour l'attaque sur Soldados Nation, ce qui l'étonne. Les deux pensent avoir trouvé les coupables et Tommy propose d'aller les descendre mais Ghost refuse, voulant rester neutre. Ghost pense alors à arrêter leur business et prendre leur retraite mais cette idée fait rire Tommy qui ne veut même pas y penser. Celui-ci dit ensuite qu'ils vont aller s'attaquer aux coupables et Ghost finit par accepter mais dit qu'il ne viendra pas avec lui. Plus tard, Tasha remarque que son mari est préoccupé et James lui parle de ses envies à devenir un citoyen rangé qui ne trempe plus dans le business de drogue, ce qui étonne Tasha qui lui fait comprendre qu'elle n'aime pas son projet. Tasha lui rappelle ensuite que la seule raison pour laquelle il a ouvert le club, c'est pour blanchir leur argent. Cette réponse déçoit James qui décide de partir. Une fois au club, James retrouve Angela Valdes, son ex petite amie d'enfance qu'il n'a pas vu depuis plus de 18 ans. Les deux prennent des nouvelles l'un de l'autre et retrouvent leur complicité sous les yeux d'une Tasha jalouse. James prend alors son numéro et lui dit qu'il l'appellera.
Énervée, Tasha décide de partir et appelle le chauffeur de la famille pour la raccompagner chez elle. Voyant que Shawn ne fait que la regarder, elle décide de faire usage de son charme pour s'assurer qu'elle est toujours attirante et commence à se masturber devant lui. Vibora se fait livrer les armes pour l'attaque pendant qu'un de ses hommes lâche des regards amoureux à sa fille. Angela se réveille aux côtés de son petit ami Greg Knox, qui est aussi son collègue de travail. En même temps, Ghost parle de sa retrouvaille avec Angela à Tommy et ce dernier sent que son retour n'apportera rien de bon et lui déconseille de lui reparler ou même de tromper Tasha avec elle. Chez les St. Patrick, Tasha se prépare avec son amie Lakeisha qui lui fait comprendre qu'elle a une belle vie grâce à Ghost, voyant tous ces vêtements et bijoux chers. Tasha reçoit un appel de Ghost qui lui demande de se débarrasser du vêtement tâché de sang dans son coffre-fort, ce qui réjouit Tasha car elle se sentait délaissée.
James appelle finalement Angela et lui propose un rendez-vous à Angela, ce qu'elle accepte. Lobos retrouve Vibora qui lui propose d'être son nouveau dealeur de drogue, sans savoir qu'ils ont été suivis. James et Angela se remémorent ensemble le bon temps ensemble avant que l'ambiance se refroidisse lorsque James mentionne le motif de leur séparation. Angela a dû aller dans un lycée privé, ce qui l'a éloigné de James et en plus de ça, la famille d'Angela était opposée à leur relation. À cause de ça, Angela n'a jamais repris contact avec James et ils ne se sont plus jamais reparlés, ce qui a énormément fait souffrir James, surtout qu'il avait besoin de son soutien après la mort de son père.

### Épisode 2:Qui que ce soit
- États-Unis /  Canada : 14 juin 2014 sur Starz / Super Channel
- France : 8 novembre 2015 sur OCS Choc

- États-Unis : 614 000 téléspectateurs[4] (première diffusion)

L'épisode commence avec Tommy et Ghost qui sont informés par Julio qu'une autre attaque a eu lieu. Le duo continue alors de se demander qui commandent ses attaques mais n'arrivent pas à tirer de conclusion. Ghost comprend alors qu'ils sont traqués grâce à leurs téléphones, ainsi que ceux de leurs vendeurs et demandent à ce qu'ils sont changés.
En même temps, chez les St. Patrick, Tasha et sa mère préparent le dîner mais Tasha apprend que James ne sera pas là car il travaille. Estelle commence alors à se poser des questions sur la sincérité de James mais Tasha refuse de douter de son mari et décide de lui faire confiance. Estelle pense alors que sa fille se fera sûrement tromper à la suite de l'ouverture du club et des nombreuses danseuses et lui fait comprendre qu'ils ne resteront avec rien si James la quitte mais Tasha assure à sa mère que son couple va bien. Angela est dans son appartement avec sa sœur Paz à qui elle parle de sa retrouvaille avec de sa relation avec Greg, disant qu'il ne sera sûrement pas l'homme de sa vie.
Tommy parle de ses souvenirs de dealeurs à Shawn pour qu'il puisse apprendre petit à petit le métier et aussi de comment son père, un certain Kanan, leur a tout appris dans le métier, ce qui explique pourquoi Shawn est autant avec Ghost et Tommy. Tommy lui dit que, contrairement à Ghost, il veut que Shawn soit plus investi dans le business. Au club, James se rend dans son bureau et trouve Josh Kantos avec Cynthia Sheridan, une planificatrice d'évènements qui travaille pour le magazine Vogue. Cynthia veut voir comment fonctionne le club pour voir s'il peut être sélectionné pour être sur la couverture du magazine du mois de décembre, ce qui ferait une grosse publicité à la boîte de nuit. Tommy arrive au club et parle à une serveuse à qui il montre vite son intérêt et cette dernière se montre à la fois réceptive mais désintéressée, ce qui plaît à Tommy. James et Kantos font visiter à Cynthia le club et celle-ci se montre impressionnée par la manière dont James gère le club. Cynthia aimerait prendre des photos de James et du club mais il refuse. Après Cynthia partie, Josh essaye de convaincre James de se faire prendre en photo pour se faire connaître et aussi de s'associer au fameux Simon Stern pour pouvoir ouvrir d'autres clubs dans le pays et le monde, ce qui a l'air d'intéresser James. James rentre ensuite chez lui et va directement dans son bureau pour en apprendre plus sur Stern, sans savoir que Tasha l'attend sur leur lit. Avant de se débarrasser de son téléphone, James marque le numéro d'Angela sur un papier avant de détruire son téléphone et d'en prendre un nouveau.
Le lendemain, au quartier général du FBI, la division Lobos apprend qu'ils ont trouvé une personne membre du gang des Soldados Nation nommé Nomar Arcielo qui pourrait devenir leur informateur et Greg Knox est chargé de le retrouver. Tasha est rassurée par son mari à propos de la femme qu'elle a vu au club avec James, et ce dernier lui dit qu'elle n'est qu'une amie du lycée. Au salon, Tasha continue de faire du rentre dedans à Shawn, mais Tasha arrête son petit jeu lorsque James arrive à son tour au salon, ce qui confond Shawn. Cependant, en partant, Tasha n'a pas pensé à prendre le nouveau numéro de James.
Angela appelle son petit ami pour savoir pourquoi il ne lui a rien dit sur l'investigation avec Nomar Arcielo et Greg répond que leur collègue Cooper Saxe ne voulait pas qu'elle le sache et si elle aurait su, il aurait soupçonné que quelque chose se passe entre Greg et Angela, ce qui aurait dérangé cette dernière car elle veut garder leur relation secrète. Ce quiproquo crée alors une dispute entre les deux. Sur un coup de tête, Angela cherche James St. Patrick dans les données de la police et se trouve ridicule. Elle décide alors de l'appeler mais le numéro ne marche pas. Elle regarde ensuite l'adresse du Truth et décide de s'y rendre. James arrive, surpris de sa visite, lui fait visiter le club vide et ils se remémorent à nouveau le passé. James lui parle ensuite de ses plans futurs et Angela croit en lui et l'encourage, ce qui le plaît. James rentre ensuite chez lui et y trouve Tommy qui veut se débarrasser de la dealeuse qui s'est fait attaquer pour qu'elle garde le silence sur l'organisation et Tommy arrive à convaincre Ghost.
En même temps, une autre attaque a à nouveau lieu et un dealeur se fait attaquer par l'assassin aux baskets roses. Pendant un dîner au restaurant, Tasha reproche à James ses absences et James essaye de réconforter sa femme qui se sent délaissée. Elle lui demande alors ce qu'il se passe dans leur organisation et lui donne une idée pour empêcher d'autres attaques. Elle lui conseille ensuite de mettre la dealeuse en sécurité pour pouvoir gagner sa confiance et aussi son silence. Une fois rentrés chez eux, Tasha et James font l'amour. Angela apprend par Greg que leur informateur Nomar Arcielo a l'air d'avoir une relation intime avec la fille de Carlos Ruiz qui a 14 ans, ce qui pourrait donner un avantage à Angela sur l'affaire. Après ça, Angela et Greg font l'amour pour se réconcilier.
James part ensuite au club et motive ses employés pour qu'ils puissent faire un bon service et impressionner les mannequins et les journalistes de Vogue. Il retrouve ensuite Cynthia Sheridan qui le félicite pour la soirée et lui propose un partenariat pour lui faire de la pub dans tous les magazines de people, ce que James accepte. Alors qu'ils allaient ensuite prendre une photo, Tommy les interrompt et prend James à part pour l'avertir des dangers que ces photos pourraient avoir, car il ne veut pas que les gens commencent à faire des recherches sur lui. Tommy lui dit ensuite qu'il perd son sens des priorités lorsqu'il lui apprend qu'une autre attaque a eu lieu mais qu'il s'en ait sorti et lui rappelle que le club ne sert qu'à blanchir leur argent. Tommy lui demande alors de prendre des initiatives pour contre-attaquer et James répond qu'ils doivent montrer à leurs ennemis de quoi ils sont capables. Si ça ne marche pas, ils entreront en guerre.
Au QG du FBI, des agents interrogent le fameux Nomar Arcielo et lui posent des questions sur leur gang et sur Felipe Lobos mais Nomar ne dit rien. Ne voyant que ça aboutit à rien, Angela décide de prendre le relai. Une fois en face de Nomar, Angela décide de l'intimider en le menaçant de balancer sa relation avec Isabel Ruiz à Carlos Ruiz, avec des preuves à l'appui. Apeuré par la menace qu'il encourt, Nomar accepte de coopérer avec la police et de devenir donc leur informateur fédéral. Une victoire pour Angela. Angela est plus tard félicitée pour son exploit. Plus tard, Angela donne rendez-vous à James. Pendant ce temps, plusieurs gangs de la ville reçoivent des menaces de Ghost qui leur a envoyés les morceaux du corps démembré (du début de l'épisode). À l'hôpital, Julio Romano s'assure que la dealeuse Liliana ne dise rien.
Tasha appelle plusieurs fois James mais il ne répond pas. Elle décide alors d'appeler Shawn pour s'assurer qu'il va bien, ce qu'il confirme. En même temps, James et Angela se baladent dans un musée ensemble, un endroit qui était le préféré d'Angela lorsqu'elle était plus jeune. James commence alors à se rapprocher d'Angela, lui disant qu'il ne pense pas qu'ils se sont revus par hasard. Angela part précipitamment de son petit rendez-vous avec James mais il lui donne un petit cadeau (un porte-clés avec une baleine) qu'il a lui aussi. Tommy arrive au club et prend l'argent du club avec l'aide de Josh Kantos, qui n'aime pas du tout leurs magouilles pour le blanchissement d'argent.
Angela arrive dans le bureau de sa chef Frankie Lavarro qui la félicite à nouveau pour sa réussite. Cependant, elle lui passe un savon car elle est souvent introuvable quand on cherche à la contacter, ce qui laisse à ses collègues de travail l'occasion de faire du meilleur travail qu'elle et donc de se mettre en avant. Tasha continue de faire du rentre dedans à Shawn pendant que l'assassin aux baskets roses reçoit une nouvelle notification de livraison. Elle se met en route pour sa prochaine attaque.

### Épisode 3:C'est du vrai
- États-Unis /  Canada : 21 juin 2014 sur Starz / Super Channel
- France : 15 novembre 2014 sur OCS Choc

- États-Unis : 472 000 téléspectateurs[5] (première diffusion)

L'épisode commence au club qui est rempli, avec une longue file d'attente. Un homme entre avec deux femmes et leur fournit de la drogue. En même temps, James et Angela s'envoient des messages. Josh Kantos, lui, se réjouit avec son partenaire des bénéfices qu'ils sont en train de faire avec plus de 500 personnes. En revenant aux deux femmes, l'une d'elles fait une overdose à cause de la drogue. Kantos et James entendent les cris aux toilettes et voient la femme faire l'overdose et appellent les ambulances. James rassure l'autre fille, lui disant qu'elle ne dira rien aux autorités, pendant que la femme est sauvée par les urgences. James comprend que quelqu'un vend dans le club mais ce n'est pas la drogue que lui et Tommy vendent. Pendant ce temps, Greg et Angela, qui faisaient l'amour, sont appelés par leur informateur qui demande leur présence.
Greg et Angela retrouvent ensuite leur indicateur Nomar Arcielo à qui ils demandent des informations mais ce dernier n'a rien à leur dire. Ghost retrouve ensuite Tommy après la soirée et lui raconte ce qu'il s'est passé. Tommy aborde ensuite le sujet du business et lui annonce qu'ils sont maintenant tranquilles, en plus d'attendre une grosse livraison dans quelques jours. En rentrant, Ghost parle à Shawn à propos du premier cadavre qu'il a vu se faire démembrer et ce dernier lui confie que ça lui a un peu dégoûté. Shawn compare Kanan à Tommy, et Ghost lui fait comprendre que son père Kanan leur a tout appris à lui et à Tommy. Il promet à Shawn qu'il parlera à Tommy à propos de l'intégrer dans l'organisation car il ne veut pas que Shawn rentre dans ce milieu, ce qui le rassure.
James se réveille et envoie des messages à Angela avant d'en recevoir un de Kantos qui lui demande de rappliquer au club. James va dans son salon et Tasha lui demande d'aller se préparer pour un rendez-vous mais James lui fait faux bond. James arrive alors au club et Kantos lui lit une page de journal qui parle de l'incident d'hier soir, ce qui nuit à leur réputation. James dit alors à Kantos qu'il faut filtrer les entrées et découvrir qui deale dans le club. En plus de ça, la police va surement venir, sachant qu'il y a du deal de drogue dans le club. Kantos dit alors à James qu'il leur faut un avocat et James pense à Angela. Tasha arrive à son rendez-vous à la banque et lorsqu'elle va voir leur coffre-fort, elle voit que Ghost est venu prendre de l'argent sans lui en parler. James retrouve Angela et lui parle de la situation actuelle et Angela accepte de l'aider. Angela lui conseille alors d'aller rassurer et prendre des nouvelles de la mannequin qui a fait l'overdose pour éviter qu'elle porte plainte contre la boîte de nuit, ce qu'il fait juste après son rendez-vous. Après ça, James demande à Angela d'aller dîner pour la remercier mais elle refuse, disant qu'elle est déjà en retard à son travail. Au club, Tommy revoit la jolie serveuse rousse et continue de flirter avec elle, disant qu'il veut apprendre à la connaitre mais elle le repousse et refuse de lui dire son nom.
Tasha se rend au club pour avoir des explications de James mais il n'est pas là. Elle décide alors d'aller dans son bureau et de l'attendre là-bas. En fouillant dans son ordinateur, elle découvre quelque chose qui la choque. Angela arrive en retard au bureau et voit que ses collègues parlent de menaces que le gang de Carlos Ruiz aurait reçues, pensant que ça vient de Felipe Lobos. Angela pense qu'ils se tournent vers une fausse piste mais personne ne l'écoute et décident de suivre la piste quand même. Shawn arrive en prison pour aller rendre visite à son père Kanan. Kanan prend des nouvelles de son fils, qui est sur la défensive. Shawn informe son père qu'il est maintenant le chauffeur de Ghost, ce qui a l'air de l'énerver. Kanan lui donne ensuite un numéro de téléphone pour qu'il puisse l'appeler.
Julio et un autre de ses associés Victor se dirigent vers le lieu de rendez-vous pour la livraison lorsqu'ils se font braqués par un homme qui essaye de leur voler la drogue mais Tommy met fin au braquage en pointant une arme sur la tête du braqueur. Voyant que Nomar Arcielo ne donne aucune nouvelle et surtout aucune nouvelles informations, Angela décide d'aller le chercher elle-même, armée. Angela trouve finalement Nomar Arcielo, qui draguait des petites filles, et lui demande des informations sur Anibal Santalises mais Nomar, comme à son habitude, ne dit rien et en profite pour draguer Angela. Tommy et ses deux hommes ligotent ensuite le braqueur et le passent à tabac pour savoir qui a commandité l'attaque mais il ne dit rien. Après l'avoir menacé, Nomar lâche une information qui pourrait aider Angela à relier Carlos Ruiz, Anibal Santalises et Felipe Lobos. Tommy continue à la torturer, en lui brulant la jambe et l'épaule et il finit par avouer que l'attaque a été demandée par une femme qui est sous les ordres d'un certain "El Gordo", qui est le surnom d'Anibal Santalises.
Au club, James et Kantos demandent aux serveuses de surveiller le club et de trouver Scott, le fameux dealer qui vend dans le club. Tasha arrive au club et confronte James pour l'argent qui manque dans le coffre et James lui avoue qu'il a pris l'argent pour l'ouverture du club. D'après lui, il fait ce qu'il veut car c'est son argent mais Tasha lui rappelle qu'elle a contribué à sa richesse autant que lui. James pense que Tasha s'inquiète pour l'argent, pensant que le club peut les rendre pauvres, mais Tasha lui donne la vraie raison, disant que ça ne lui plait pas qu'il lui cache des choses et qu'il lui mente. James lui explique qu'il se concentre autant sur le club car il veut une porte de sortie du monde de la drogue mais Tasha ne veut pas comprendre et dit qu'ils ont déjà tout ce qu'il faut. Kantos les interrompt, en disant qu'ils ont trouvé le fameux Scott. Cependant, il n'a rien vendu. James reçoit ensuite un appel de Tommy qui lui demande de venir. Avant de partir, James demande à la serveuse rousse nommée finalement Holly de surveiller le suspect et donne des directives à Kantos.
Une fois Ghost et Tommy réunis, ils confrontent Anibal Santalises, lui demandant s'il est le commanditaire de l'attaque de cet après-midi, lui montrant le braqueur, et il répond que non. Ghost met un coup de pression à Anibal mais il sort ses arguments de défense, qui parviennent à convaincre Ghost, ce qui surprend Tommy qui l'incite à tuer Anibal. Ghost décide alors de suspendre la vente et d'organiser une réunion avec tous ses associés pour savoir qui est le traitre. En retournant au club, Kantos dit à James que ça n'était finalement pas lui. Tommy retourne lui aussi au club et trouve Holly, qui commence à croire que Tommy ne veut pas seulement coucher avec elle. Cependant, elle repousse toujours ses avances mais continue à le chauffer, ce que Tommy adore. Le lendemain, Nomar retrouve Angela pour lui parler de la réunion des associés d'Anibal Santalises et Carlos Ruiz. Angela apporte ensuite la nouvelle à son équipe.
James reçoit un message d'Angela qui lui demande de déjeuner ensemble. Une fois ensemble, James confie ses inquiétudes sur le club à Angela qui le rassure, ce qui plaît énormément à Jamie qui succombe petit à petit à son charme. En sortant du restaurant, Jamie et Angie s'embrassent. Une fois dans la voiture, Shawn parle de comment la visite à son père lui a fait du bien.

### Épisode 4:Qui es-tu?
- États-Unis /  Canada : 28 juin 2014 sur Starz / Super Channel
- France : 15 novembre 2015 sur OCS Choc

- États-Unis : 557 000 téléspectateurs[6] (première diffusion)

Angela Valdes met son collier en diamant que James St. Patrick lui a offert et se regarde avec, rigolant en pensant à James. En même temps, Tommy essaye de convaincre Ghost de tuer Anibal Santalises car il est sûr que les attaques viennent de lui mais Ghost n'y croit pas et continue de vouloir organiser cette réunion avec tous leurs associés pour savoir qui est le traître. Finalement, Ghost finit par calmer Tommy qui accepte la réunion.
En arrivant au club, Josh Kantos avertit James que Cynthia Sheridan l'attend dans son bureau. Pendant ce temps, Tommy part voir Holly et lui annonce qu'il a réservé un dîner pour tous les deux mais Holly le repousse. Finalement, il arrive à la convaincre mais elle insiste sur le fait qu'ils ne coucheront pas ensemble. Cynthia propose à James de faire une soirée dans le club qui attiererait toute la presse ainsi qu'un grand nombre de clients, ce qui plaît à James et accepte d'accueillir la soirée et propose aussi d'accueillir d'autres soirées, et il payera tous les services, ce que Cynthia hésite à accepter. James reçoit ensuite un message d'Angela qui demande à le voir. Au club, Josh Kantos apprend le deal que James a passé avec Cynthia, ce qui le déçoit car ils perdront beaucoup d'argent mais James lui dit de voir plus grand.
Holly et Tommy se balade dans la rue et apprennent à se connaître. Les deux partent ensuite dans un bar pour boire un verre. Au bar, Tommy et Holly continuent à parler et Tommy parle de son enfance difficile dans son quartier à cause de sa couleur de peau, ayant été le seul blanc du quartier. James et Angela se retrouvent et s'embrassent comme un couple. Angela en profite pour le remercier pour le collier. Cependant, James avoue à Angela qu'il a des enfants et qu'il est marié, ce qui la refroidit totalement. Après avoir appris ça, Angela décide de partir, lui disant au revoir froidement, ce qui déçoit James. Après être parti au toilettes, Tommy revient au bar et voit qu'un homme est en train de draguer Holly, ce qui l'énerve. Il part ensuite le frapper avec plusieurs coups de poing et les amis de l'homme viennent s'en prendre à Tommy. Une bagarre générale se déclenche lorsque Holly se met à son tour à défendre Tommy et finalement, Tommy et Holly se font virer du bar et Holly embrasse Tommy. Tommy emmène ensuite Holly chez lui et ils font l'amour, en prenant de la drogue en même temps.
Le lendemain, Tasha parle de ses problèmes de couple à son amie LaKeisha en compagnie de Shawn qui joue les gardes du corps. Tasha demande à Shawn de partir pendant que LaKeisha en profite pour le draguer. Après Shawn parti, LaKeisha avertit Tasha que Shawn est sûrement amoureux d'elle. Au bureau du FBI, personne ne croit Angela à propos de la réunion des associés de Lobos qui va être tenu et continue à chercher qui pourrait devenir le nouveau distributeur de Lobos. Finalement, la chef Frankie Lavarro demande à creuser la piste de la réunion. Tommy et Ghost continuent d'organiser la réunion et Ghost donne un plan à Tommy, choisir un lieu de rendez-vous qu'ils changeront à la dernière minute au cas où il y aurait une embuscade. Angela arrive chez Nomar Arcielo qui demande à être payé en échange de rendez-vous et continue à draguer Angela. Finalement, il lui donne le lieu et l'heure de rendez-vous (le même que Tommy et Ghost ont décidé). Tommy est avec Tasha chez les St. Patrick et les deux parlent de leur ras-le-bol au sujet du club. Cependant, Tommy dit à Tasha qu'elle ne doit pas s'inquiéter mais Tasha lui répond que Ghost est en train de changer petit à petit.
Angela rentre chez elle lorsque Greg arrive à son tour, ayant espionner pour s'assurer qu'elle est en sécurité lorsqu'elle va voir Nomar. En se rendant dans la chambre d'Angela, Greg essaye d'ouvrir un placard mais à l'intérieur se trouve le collier offert par James. Angela l'en empêche et Greg le prend mal, pensant qu'Angela se distance d'elle depuis quelque temps et qu'elle lui cache plusieurs choses. Le lendemain, le FBI se met en place pour le rendez-vous et attendent l'arrivée des vendeurs. Pendant que les agents Cooper Saxe et Juan Julio Medina parlent d'avec qui ils coucheraient dans leur bureau, Tommy et Ghost changent le lieu de rendez-vous. Au club, Josh Kantos reçoit la visite de deux agents de la police qui demandent à voir James sous peine de fermer le club. Il appelle ensuite James qui décide d'aller au club pour régler l'histoire avec la police. Il laisse alors la direction de la réunion à Tommy, lui disant qu'il en est capable et Tommy demande à Shawn de l'accompagner.
Alors qu'Anibal se prépare pour la réunion, il se fait égorger par l'assassin aux baskets roses. James arrive au club et les policiers lui annoncent qu'ils vont fermer pendant deux semaines pour faire une inspection. James demande alors un peu de temps pour pouvoir trouver le dealeur, ce qu'ils acceptent. Tommy donne des directives à Shawn avant d'entrer dans la salle de réunion et en profite pour lui dire de s'éloigner de Tasha. Le FBI voit un groupe entrer dans le restaurant et après un débat entre Angela et Greg, ils décident de lancer l'assaut. Tommy et les associés attendent l'arrivée d'Anibal Santalises, mais pendant ce temps, Vibora et Rolla, deux associés, demandent la reprise de la distribution de drogue et le fait que Ghost ne soit pas venu à la réunion qu'il a lui-même organiser est un manque de respect pour eux. Très vite, Tommy perd le contrôle de la réunion quand Vibora fait la promotion d'un fournisseur qu'il a trouvé, disant qu'il peut trouver mieux que ce que Ghost les vend. Depassé, Tommy annonce alors la reprise de la distribution, même si Ghost lui avait dit de ne pas le faire. Pendant ce temps, le FBI entre dans le restaurant et ne trouve qu'un lieu rempli de clients qui attendent mais pas de vendeurs.
L'agent Medina entre dans l'appartement d'Anibal Santalises et le trouve mort. James rentre chez lui et explique la situation à Tasha lorsqu'il reçoit un appel de Felipe Lobos. Tasha, qui n'a rien apprend de spécial de la part de son mari, décide alors d'appeler Shawn pour en savoir plus. Ghost apprend la mort d'Anibal et Ghost comprend donc que Anibal n'était pas le traitre. Il apprend par la même occasion que Vibora l'a contacté pour prendre la place de Ghost mais il a refusé sa proposition, ce qui enrage Ghost. Après ça, Ghost retrouve Tommy et lui annonce la mort d'Anibal. Ghost commence alors à soupçonner Tommy pour la mort d'Anibal mais Tommy s'énerve et lui répond que non. Les deux décident alors de faire tuer Vibora car tous les signes montrent que les attaques viennent de lui. Au club, Holly trouve le dealeur du club et avertit James. James décide de ruser en amenant le vendeur au club VIP et appelle Tommy pour qu'il vienne s'en occuper. Une fois arrivé, Tommy et Julio suivent le dealeur. Une fois dans la rue, Tommy et Julio le battent au sol et le déconseille de revenir au club. De son côté, Tasha décide alors de jouer de ses charmes sur Shawn pour lui soutirer des informations.

### Épisode 5:Double Vie
- États-Unis /  Canada : 12 juillet 2014 sur Starz / Super Channel
- France : 22 novembre 2015 sur OCS Choc

- États-Unis : 528 000 téléspectateurs[7] (première diffusion)

L'épisode reprend quelques minutes après la fin de l'épisode précédent lorsqu'on voit Angela Valdes se remaquiller après avoir fait l'amour avec James St. Patrick. Les deux se dirigent ensuite vers la sortie du club et officialisent alors leur aventure. Avant de partir, Angela embrasse James sous les yeux de Shawn qui prend un coup de pression de James, sans même qu'il ait quelque chose à dire. James rentre ensuite chez lui et voit sa femme qui s'est endormie après l'avoir attendu un long moment. James se réveille le lendemain et entend sa fille Raina s'entrainer au chant pour une audition dans son école en compagnie de Tasha. Il se rend au salon et Tasha lui fait instantanément la remarque de son absence d'hier soir. James ment à sa femme et encourage sa fille qui ne pense pas qu'elle aura le rôle.
En même temps, Angela se réveille et reçoit un message de James qui lui donne rendez-vous. Angela se rend ensuite au bureau et se fait passer un savon par sa chef Frankie Lavarro après le fiasco du raid au rendez-vous pour attraper les dealeurs de Felipe Lobos. Franki s'énerve aussi sur les agents Medina, qui était censé surveiller Anibal Santalises mais il a été tué sous ses yeux, et Saxe, qui s'est retrouvé lui aussi à la surveillance alors qu'il était censé faire autre chose. Ils pensent alors tous ensemble à leur prochaine opération et Angela propose de trouver l'assassin d'Anibal pour pouvoir faire un lien avec Felipe Lobos et pour ça, ils doivent parler aux enquêteurs sur l'affaire du meurtre. Après la réunion, l'agent Medina remarque que Greg et Angela sont assez proches. Tommy et Ghost sont avec Vibora avec qui ils parlent du meurtre d'Anibal Santalises. Vibora comprend alors vite vers où se dirigent la discussion et met cartes sur table en disant que ce n'est pas lui et qu'il a toujours été fidèle à Ghost. Après le rendez-vous, Ghost est convaincu que Ruiz a menti et les deux sont prêts à le descendre. Tommy demande alors à Shawn de les accompagner mais Ghost insiste sur le fait que Shawn n'est pas prêt pour ça. Ghost décide alors de mettre en place un plan avant de passer à l'attaque pour que personne ne sache que ça venait d'eux mais Tommy s'impatiente et propose à engager les Jamaïcains pour ça, ce que Ghost accepte. Tommy se met alors à penser à ce qu'il se serait passé si Kanan aurait été avec eux mais Ghost le ressaisit et lui fait comprendre qu'ils sont capables de gérer cette crise.
Angela essaye de parler à l'enquêtrice en chef du meurtre d'Anibal Santalises mais elle refuse de lui parler. Après avoir longuement insistée et passée un marché avec la détective Meredith Haines, elle obtient une information qui pourrait relier le meurtre aux Soldados Nation. Du côté du club, James apprend qu'il a réussi à obtenir les 4 prochaines soirées pour de grandes marques dans son club face à Simon Stern qui a l'air très remonté d'après ce que Cynthia Sheridan lui dit. Tommy se rend dans un restaurant qui semble appartenir au gang jamaïcain qu'il paye pour un service. Il recevra la confirmation de ce service plus tard. Raina passe l'audition pendant que Tasha parle à une mère d'élève qui a l'air de sous-estimer Raina, disant que Raina ne sera surement pas sélectionnée car sa fille a le rôle depuis plusieurs années.
Tommy annonce à Tasha qu'il a une petite-amie et qu'il veut leur présenter, ce qui surprend agréablement Tasha qui accepte de la voir pendant un dîner le lendemain, ce qui ravie Tommy. Pendant ce temps, James et Angela se retrouvent dans un restaurant avant de finir dans un hôtel où Angela veut s'assurer que les sentiments de James pour elle sont réelles, ce qu'il confirme en lui disant qu'il prend ouvertement la décision de tromper sa femme avec elle. Les deux finissent par faire l'amour. Le lendemain, Holly et Tommy se réveillent dans les bras de l'un de l'autre. Après un moment romantique, Tommy lui annonce qu'ils vont dîner avec sa famille.
Angela retrouve Nomar Arcielo et lui demande pourquoi elle lui a menti mais Nomar lui répond que la réunion a bien eu lieu mais seulement à un endroit différent. Angela lui dit alors qu'il doit identifier le distributeur et lui dit qu'il va réussir à l'identifier grâce à la fête de Carlos Ruiz. Raina pleure car elle n'a pas eu le rôle et sa mère la réconforte. James arrive à son tour et réconforte sa fille et la remet sur pieds, lui disant qu'elle aura le rôle l'année prochaine. Après Raina partie, Tasha est décidée à faire changer d'avis l'école, se montrant très contrariée car Raina n'a pas gagnée mais James essaye de lui en dissuader. James comprend vite que Tasha est si frustrée car elle ne veut pas que Raina abandonne son rêve de chanteuse comme elle a fait quand elle était petite. James lui dit de lâcher l'affaire car elle aurait d'autres défaites dans sa vie mais Tasha n'a pas l'air de vouloir laisser passer ça. Tasha annonce ensuite à James qu'ils vont dîner avec Tommy et sa petite-amie, ce qui surprend James car il ne savait pas qu'il avait une petite-amie.
Une fois avec Shawn, Ghost demande au jeune s'il veut vraiment s'impliquer dans le business et Shawn lui confirme, disant qu'il veut s'impliquer. James comprend alors qu'il est prêt. Au bureau du FBI, Medina demande à Angela s'il se passe quelque chose avec Greg Knox, ce qu'elle nie mais Medina n'a pas l'air convaincu. Au club, Kantos reçoit la visite du fameux Simon Stern. Tasha se prépare pour le dîner avec Tommy et sa petite amie lorsqu'elle voit le téléphone de James sonner. Voyant que l'appel vient du club, Tasha décline l'appel et cache le téléphone. Elle reçoit alors un appel sur le téléphone fixe venant de Josh Kantos qui demande à avoir James mais Tasha répond qu'il est occupé, raccroche et met le téléphone en silencieux, ne voulant pas être dérangé par le club ce soir. Tommy et Holly arrivent finalement chez les St. Patrick et James voit que Tommy a enfreint la règle qui était de ne pas sortir avec le personnel. Tasha arrive à son tour et Holly comprend que James trompe Tasha, voyant que Tasha n'est pas la femme que Holly avait vu.
Au club, Simon Stern parle avec Kantos qui vente les mérités de James à propos du club et cherche à en savoir plus sur la vie de James St. Patrick. Au dîner, James se montre hostile envers Tommy mais les 3 autres s'amusent au repas. Pendant que Tommy et James se retrouvent dans le bureau de James, Holly part aux toilettes mais en réalité, elle part dans le dressing de Tasha pour lui voler des boucles d'oreilles. Dans le bureau, James engueule Tommy qui veut lui faire comprendre que Holly n'est pas comme les filles précédentes et que c'est sérieux mais James n'y croit pas. En même temps, Nomar arrive chez Angela et y trouve l'agent Medina. Les deux agents de police donnent alors un cadeau à Nomar pour qu'il l'offre à Ruiz et lui faire monter des grades dans le gang. Après sa dispute avec James, Tommy décide de partir. Une fois Tommy et Holly dans l'ascenseur, Tommy apprend que James trompe Tasha avec une Latina, ce qu'il l'enrage et le dégoute en même temps.
Greg arrive chez Angela et lui demande si elle le trompe avec Medina, ce qui surprend Angela mais elle esquive la conversation pour retrouver James. Cependant, Greg insiste pour avoir une conversation et ne laisse pas Angela partir. James appelle Rolla et lui demande de l'aide pour trouver le traître avant de recevoir un message d'Angela qui lui fait faux bond. Angela met les choses au clair avec Greg et finalement, ils se séparent. Le lendemain, Shawn arrive chez les St. Patrick et Tasha utilise à nouveau le jeune pour savoir si James lui cache quelque chose, lui mettant la main dans le pantalon. Mais avant qu'il ne puisse dire quelque chose, James arrive. James arrive au club et apprend par Josh Kantos que Simon Stern est venu, ce qui surprend James car Josh n'a pas essayé de l'appeler pour l'avertir et pense qu'il a essayé de le doubler, ce que Josh nie, disant qu'il a essayé de le joindre mais il n'a pas répondu à cause de Tasha. En même temps, Tasha se rend dans le bureau de la proviseure de l'école de Raina pour parler des auditions.
Le soir, l'assassin aux baskets roses s'introduit à la fête de Carlos Ruiz pendant que le cadeau de Nomar Arcielo pour Ruiz (qui est un serpent) plaît énormément au chef de gang qui le félicite et l'intègre à son carré VIP. Les St. Patrick apprennent que Raina a eu le rôle et James comprend que Tasha y est pour quelque chose. Tasha sort de chez elle et retrouve ensuite Tommy pour fumer ensemble et parler de leurs problèmes et principalement de Ghost qui change petit à petit.

### Épisode 6:Dans quel camp es-tu?
- États-Unis /  Canada : 19 juillet 2014 sur Starz / Super Channel
- France : 22 novembre 2015 sur OCS Choc

- États-Unis : 745 000 téléspectateurs[8] (première diffusion)

L'épisode commence en prison lorsque Kanan Stark reçoit la visite de son avocate en prison qui lui annonce que son arrestation est basée sur un piège lorsque quelqu'un a dévissé son feu arrière, ce qui a mené à la fouille de son véhicule et ensuite son arrestation. L'avocate lui annonce alors qu'il va sortir de prison très bientôt. Ghost et Rolla se baladent dans la rue et Rolla annonce à Ghost que des bruits courent à propos de l'attaque sur Carlos Ruiz, disant que les gens soupçonnent que ça vient de Ghost et Tommy, ce qui le surprend. Tommy, surnommé Eminem par Rolla, arrive et apprend la nouvelle. Ils décident tous les deux d'aller lui rendre une visite pour dissiper les rumeurs. Mais finalement, Tommy dit à Ghost qu'il ira seul car Tasha aura besoin de Ghost, étant donné que c'est son anniversaire, ce qu'il avait complètement oublié.
Les agents du FBI Valdes, Medina et Knox placent des mouchards sur Nomar Arcielo qui est sur le point d'aller rendre visite à Carlos Ruiz et être à ces côtés maintenant qu'il est une personne en qui Ruiz a confiance. James rentre chez lui et dit à sa femme qu'elle va organiser sa propre fête, ce qui surprend Tasha car elle pensait qu'il avait oublié mais elle est rassurée. Le lendemain, Holly se réveille chez Tommy. Elle trouve de grosses liasses de billets et demande à Tommy d'où ça vient. Tommy lui ment, ce qui contrarie Holly car elle déteste le mensonge qui décide de partir. Shawn rend visite à son père et lui explique ce qu'il se passe à l'extérieur. Kanan dit à son fils qu'il doit s'impliquer plus et poser plus de questions pour monter en grade et être plus intégrer. Au club, Tasha et LaKeisha arrivent au club et LaKeisha propose à Tasha de se venger de James car il a oublié son anniversaire et de dépenser le plus d'argent. Josh Kantos arrive pour proposer ses idées mais les deux femmes, surtout LaKeisha, les refusent toutes.
Angela et James se retrouvent dans un hotel pour coucher ensemble lorsqu'Angela reçoit un appel au sujet de son père qui est malade et elle doit aller le voir. James propose alors de l'emmener. Angela arrive ensuite dans un hospice où le père d'Angela crie sur le personnel. Angela le calme lorsque Nestor reconnait James et lui demande de partir, l'appelant le dealeur du quartier, ce qui fait référence à leur passé. On comprend alors que Nestor est touché par la démence lorsqu'il demande à Angela si elle a bientôt fini ses études et cette situation est dure pour Angela qui se met à pleurer après être sortie de sa chambre. Tommy se rend chez les Soldados Nation pour rendre visite à Carlos Ruiz. Nomar, qui est infiltré, entend que Ruiz a de la visite et voit Tommy. Tommy arrive ensuite dans la chambre de Ruiz et éclaircit les rumeurs mais Ruiz n'y croit pas. Tommy lui montre ses arguments, qui finissent par le convaincre pendant que Nomar se rapproche pour permettre au FBI d'entendre la conversation. Tommy comprend alors que la personne qui a attaqué Ruiz est la même qui les attaque depuis le début. En même temps, Nomar apprend que Tommy est leur distributeur, ce qui intéresse le FBI et l'agent Medina décide de monter dans l'appartement pour voir à quoi il ressemble. Tommy commence à sortir et manque de peu de croiser Medina quand il décide de prendre les escaliers.
Pendant ce temps, James emmène Angela dans un restaurant qui était un lieu notable de leur enfance. Kantos appelle ensuite James pour lui parler des dépenses en plus qu'ils vont devoir faire à cause de l'anniversaire mais, déconcentré par Angela, James accepte tout. Kantos comprend que James n'en a rien à faire et ça l'énerve. Il reçoit ensuite un appel de Tommy qui demande à lui parler mais il refuse, étant avec Angela. Tommy appelle ensuite Kantos pour savoir où est Ghost et il comprend de suite où il est. Alors qu'Angela propose à James de venir chez elle, lui annonçant qu'elle est plus avec Greg, Tommy arrive et casse l'ambiance romantique en s'asseyant entre James et Angela, ce qui crée une ambiance gênante. Tommy fait alors exprès de mentionner Tasha et son anniversaire qui est demain. Une fois que Tommy est parti, l'ambiance est restée glaciale. Après être sortie du restaurant, James s'excuse pour le comportement de Tommy mais Angela part de son côté, froidement.
Le lendemain, Tommy confronte James à propos de sa liaison avec Angela Valdes et lui dit qu'Angela pourrait mettre en danger leur business si elle apprend qui est vraiment James mais James pense contrôler la situation, ce qui énerve Tommy. Après ça, Tommy révèle à James ce qu'il a appris, avant de partir. Chez les St. Patrick, Tasha se prépare pour sa fête d'anniversaire et cherche ses boucles d'oreilles mais ne les trouve pas. James et Tasha disent au revoir à leurs enfants avant de partir pour le club. Tommy arrive à trouver Holly et lui demande pourquoi elle lui en veut et Holly lui répond qu'elle n'aime pas qu'il lui ment. Tommy lui montre qu'elle ne ment pas mais Holly n'y croit pas. Tasha arrive à sa fête d'anniversaire et en même temps, James apprend que Simon Stern veut le rencontrer. Tommy offre une journée au spa à Tasha. Plus tard, Tasha voit Holly avec ses boucles d'oreilles et part la confronter pour qu'elle lui rende mais Holly ment, disant que Tommy lui a offertes. Les deux femmes se dirigent ensuite vers Tommy pour qu'il confirme et Tommy ment pour Holly. Plus tard, Tasha chante pour ses invités mais elle voit que James n'est pas du tout intéressé, le voyant quitter la fête, ce qui l'attriste mais elle garde la face et continue sa performance. Cependant, cette performance plaît énormément à Shawn. James reçoit un appel d'Angela qui lui dit qu'elle a besoin de temps pour penser à leur relation.
Le lendemain, James St. Patrick, en compagnie de Josh Kantos, rencontre enfin Simon Stern dans son bureau. Tout de suite, les deux propriétaires de club se montrent hostiles l'un à l'autre en se lançant des piques discrètes. Finalement, Simon demande un autre rendez-vous pour faire affaire ensemble et s'associer. Tommy retrouve Holly pour lui demander pourquoi elle a volé à Tasha et Holly se justifie en disant qu'elle est kleptomane. Voyant qu'elle lui a dit la vérité, Tommy décide lui aussi de lui dire la vérité à propos de l'argent et lui révèle qu'il est le distributeur d'un grand réseau de drogue. James se rend chez Angela avec qui il finit par se réconcilier. Après avoir couchés ensemble, James et Angela se font de belles déclarations et James parle de son rendez-vous avec Stern, ce qui intéresse Angela. En raccompagnant Tasha chez elle, Shawn lui offre un cadeau pour son anniversaire mais Tasha les refuse, disant qu'elle ne veut pas que Ghost se fasse des idées, ce qui énerve Shawn, murmurant que Ghost n'en a rien à faire, ce que Tasha entend. Shawn lui fait alors comprendre que James n'est plus attaché à Tasha.

### Épisode 7:Loyauté
- États-Unis /  Canada : 26 juillet 2014 sur Starz / Super Channel
- France : 29 novembre 2015 sur OCS Choc

- États-Unis : 754 000 téléspectateurs[9] (première diffusion)

Tasha et Lakeisha sont avec leur amie Fiona et lui racontent comment James lui a demandé en mariage mais Tasha réfléchit de plus en plus à son mariage. James et Angela se retrouvent à nouveau dans un hôtel et après leur moment romantique, Angela demande à James comment est sa femme mais il esquive la question. Angela rentre ensuite chez elle où elle y trouve sa sœur Paz, qui apprend qu'elle n'est plus avec Greg Knox, ce qui la surprend. Paz demande à en savoir plus et elle apprend qu'Angela s'est remise avec James St. Patrick de leur ancien quartier, ce qui inquiète Paz car James n'était pas aimé de la famille Valdes parce qu'il était un voyou, mais Angela lui fait comprendre qu'il a changé. Paz propose alors à Angela d'organiser un dîner avec lui pour savoir s'il a vraiment changé du James de leur quartier, ce qu'Angela accepte.
Tommy se retrouve avec un de ses associés, Vladimir Jankovic à qui il demande s'il a engagé une femme contre eux et il apprend que c'est un Haïtien qui pourrait peut-être la trouver et Tommy pense à Drifty, un autre de leur associé. Au club, James attend des nouvelles de Simon Stern lorsque Tommy arrive pour lui révéler ce qu'il a appris. Ghost propose alors à Tommy et Julio d'aller le voir au New Jersey. Angela arrive dans son bureau et y voit Frankie Lavarro et l'agent Dean Collins. Les deux supérieurs d'Angela lui proposent d'être transférer en Californie car la division Lobos va bientôt fermer car ils pensent pouvoir arrêter Felipe Lobos dans la semaine, mais Angela refuse, disant qu'elle doit encore s'occuper de son père à New York. L'agent Dean Collins lui laisse alors jusqu'à la fin de semaine pour une réponse. Tasha se retrouve dans la voiture avec Shawn et lui demande plus d'informations à propos des agissements de Ghost et demande à savoir s'il la trompe.
Angela retrouve James et lui demande s'il accepte de dîner chez elle, avec sa sœur. Après avoir insisté car James était réticent, il promet de venir. Tasha et Shawn se retrouvent alors devant l'appartement d'Angela et Tasha la voit, la reconnaissant du soir où elle a vu au club. Tommy et Julio Romano se retrouvent chez Drifty et ce dernier lui parle d'une tueuse à gages qui vient de Miami et que cette tueuse est associée à un gang qui est associé à Rolla. Une fois de plus, les soupçons vers Rolla s'accentuent. Tommy se rend ensuite chez Carlos Ruiz et lui annonce que les attaques pourraient venir du gang de Rolla, les RSK, ce qui n’étonne pas Ruiz. Tommy lui promet que Ghost fera le nécessaire pour régler le problème avec Rolla et Ruiz lui répond que s’il ne le fait pas, il commencera une guerre avec les RSK. La division Lobos cherche à savoir un gang qui pourrait être allié à Lobos et Angela trouve le gang RSK. Ils décident alors de creuser la piste et de trouver le chef pour lui parler.
Tommy annonce à Ghost que le principal suspect est maintenant Rolla mais Ghost refuse d’y croire, même si toutes les preuves se retrouvent contre lui. Ghost se demande alors pourquoi il ferait ça et Tommy répond que sa motivation pourrait être la même qu’ils ont eu pour tuer leur ancien partenaire Breeze. Tommy lui fait comprendre que s’il ne veut pas d’une guerre entre les Soldados Nation et les RSK, il doit s’occuper de Rolla mais Ghost demande des preuves et Tommy comprend qu’il ne lui fait pas confiance. Il lui laisse alors 24h pour des preuves ou c’est lui qui le fera. Ghost n’arrive pas à s’endormir et Tasha, elle aussi réveillée, demande ce qu’il lui arrive. Ghost lui parle de sa dure décision et Tasha lui dit de faire confiance à Tommy. En prison, Kanan Stark reçoit un téléphone jetable pour qu’il puisse joindre Ghost. Ghost lui demande alors son avis et Kanan lui dit qu’il va enquêter de son côté pour avoir plus d’informations. Après cet appel, James reçoit un appel de Simon Stern qui lui demande un dîner avec lui et sa femme, sans Josh Kantos, ce qui déçoit Kantos. Avec ce dîner, James est obligé de poser un lapin à Angela pour leur dîner à la même heure. Sentant qu’Angela est triste, Paz lui dit de s’éloigner de James après avoir appris qu’il est marié, lui disant que ça ne finira pas bien.
Tasha et James arrivent chez Simon Stern et Tasha et la femme de Simon, Madeleine Stern sortent du salon. Après leur arrivée, un autre couple arrive pour dîner avec eux. Les hommes dînent de leur côté et les femmes du leur. De son côté, une femme demande à Tasha de toucher ses cheveux et elle décide de quitter la salle pour rejoindre son mari qui lui aussi reçoit des remarques remplis de préjugés venant de Simon Stern mais finalement elle reste dans le couloir pour écouter leur conversation. Après en avoir montré un peu plus sur sa mentalité à Stern, James lui demande quel est son offre et Simon lui offre 6 millions de dollars pour racheter son club et travailler pour lui comme cadre mais James refuse. James lui dit qu’il est venu chez Simon pour s’associer à lui, ce qui surprend Simon et le fait rire pour finalement refuser. Tasha entre dans la salle pour défendre son mari et James, soutenu par sa femme, répond à Simon Stern qu’il devrait reconsidérer sa demande de partenariat sous peine de devenir son rival, ce que Stern accepte. Simon Stern et James St. Patrick sont maintenant des concurrents.
Dans la voiture, après le dîner, James reçoit un appel de Kanan pour confirmer que Rolla est bien le commanditaire des attaques, décrivant à la perfection la tueuse à gages qui les attaque depuis plusieurs temps. Nomar Arcielo se retrouve chez Angela. Angela en apprend plus sur le gang Rock Street Killahz et sur leur chef Rolla et obtient son adresse pour lui rendre visite. De son côté, Tommy, qui est en panique, reçoit la visite de Holly qui arrive à le calmer. Tommy lui confie alors sa frustration à propos des changements récents de James et lui dit qu’il ne peut plus le faire confiance, pensant que James ne fera pas ce que Tommy lui a demandé de faire. Tommy se met alors à pleurer dans les bras d’Holly, repensant à son amitié avec James qui change petit à petit.
Pendant ce temps, Ghost s’introduit chez Rolla et le confronte à propos des attaques, ce que Rolla comprend pas et nie. Ghost lui demande alors de le dissuader de cette idée mais Rolla ne se défend pas et s’enfonce, tout en disant qu’il est innocent. Ghost sort son arme pour lui faire cracher le morceau, mais Rolla lui répond toujours que ce n’est pas lui. James lui tire alors 3 balles dans la poitrine et puis s’en va. Peu de temps après, Angela, Greg et l’agent Juan Julio Medina arrivent sur les lieux du meurtre et voient le corps de Rolla. Dans le métro, Ghost s’effondre en larmes après avoir perdu son ami. Ghost part alors se changer et de débarrasser des preuves pendant que Tasha arrive chez elle et se déshabille pour se regarder dans le miroir et se mettre à pleurer elle aussi, se demandant si elle est toujours attirante.
Lakeisha vient réconforter Tasha et lui conseille de le divorcer de James après avoir appris qu’il trompe son amie. Ghost se rend chez Tommy pour lui annoncer qu’il a tué Rolla, ce qui rassure Tommy. James va ensuite voir Angela qui ne pense plus qu’ils peuvent être en couple, ne voulant plus être une briseuse de couple et lui dit qu’il va devoir prendre les dispositions qu’il faut pour qu’ils peuvent être finalement ensemble et James lui confirme qu’il quittera Tasha.

### Épisode 8:Nouvelle Donne
- États-Unis /  Canada : 2 août 2014 sur Starz[10] / Super Channel
- France : 29 novembre 2015 sur OCS Choc[11]

- États-Unis : 1,04 million de téléspectateurs[12] (première diffusion)

L’épisode commence avec Ghost qui fait son jogging en repensant aux derniers mots de Rolla avant qu’il ne le tue, toujours attristé par sa mort. Du côté du FBI, Greg parle de l’offre de travail à Détroit, celle que Angela a refusé, pensant que la mort de Rolla est une nouvelle piste pour attraper Ghost. En pensant au meurtre, Angela comprend que le tueur de Rolla était une personne de confiance pour Rolla et veut continuer à creuser cette piste mais Greg lui dit de laisser tomber car Felipe Lobos se fera arrêter dans la semaine.
Tommy appelle accidentellement James « Ghost » devant Holly et est donc obligée que Ghost est le surnom de James dans le monde de la drogue. Après un appel avec Angela, James manque de peu de se faire tuer par l’assassin aux chaussures roses dans la rue. Après ça, la famille St. Patrick se rend au spectacle de Raina qui interprète Annie dans une pièce de théâtre de son école. Après le spectacle, les parents et Tariq félicite Raina et après les enfants partis, la principale remercie Tasha pour la donation que Tasha a faite pour la convaincre de laisser Raina jouer le rôle principal, ce qui contrarie James. James arrive au club et y trouve Cynthia Sheridan, qui finalisent les derniers préparatifs pour la fête de ce soir et James espère que ça les permettra de s’associer pour les fêtes futures. Après une discussion avec Cynthia, James commence a penser à ouvrir un club à Miami et en parle à Josh Kantos.
Chez les St. Patrick, la maison est remplie des amis de Raina et Tariq et Tasha est aidée par sa mère pour s’occuper des enfants. Une fois seules, Tasha révélé à sa mère que James la trompe, ce qui ne choque pas Estelle mais elle réconforte sa fille qui est en larmes, se rappelant ce que ça fait de se faire tromper aussi. Tasha confie alors à sa mère qu’elle va quitter James et partir avec les enfants mais Estelle lui fait comprendre que si elle le quitte, elle se retrouvera sans argent car tout appartient à James. Elle doit d’abord trouver un plan pour s’en sortir avec un peu d’argent avant de divorcer avec lui. Angela et James se retrouvent chez Anngela et James lui annonce qu'ils vont aller en week-end à Miami, étant donné qu'il veut en ouvrir un là-bas, et Angela accepte d'y aller. Nomar Arcielo part voir sa petite-amie Isabel et lui offre un bracelet, en se faisant des câlins et des bisous. Ghost et Tommy se font kidnapper par Felipe Lobos et les deux lui annoncent que le business va reprendre dans peu de temps, ce qui plaît à Lobos car il va leur donner le double de leur livraison habituelle. Tommy est prêt pour vendre mais Ghost continue de douter et dit qu'ils ne sont pas encore prêts. Mais finalement, sous les menaces de Lobos, Ghost accepte de reprendre la vente.
Après ça, Tommy se réjouit des livraisons qui vont arriver et le montre à son ami mais Ghost reste neutre et continue à penser aux risques et l'argent que ça va les coûter car ils doivent se préparer à cette amont de drogue qui va arriver. Tommy part ensuite voir Carlos Ruiz pour lui annoncer la nouvelle mais il lui répond qu'il va surement changer de distributeur après l'attaque qu'il a subie. Pour le faire rester, Tommy lui révèle alors qu'il va devenir le fournisseur d'armes du réseau, ce que Vibora refuse. En sortant, Tommy croise Nomar qui appelle ensuite Angela pour faire un portrait-robot. Le lendemain, Angela parle à sa chef Frankie Lavarro pour pouvoir demander la protection de Nomar mais elle refuse, disant que l'affaire Lobos sera bientôt une affaire de la police de Californie. Angela part voir ensuite Nomar et lui ment, en disant qu'il lui a obtenu la protection. Nomar lui dit alors qu'il va saluer des connaissances avant de se cacher avec la police. Tommy part voir Ghost pour lui annoncer que Vibora a refusé de s'allier avec eux à nouveau, ce qui énerve Ghost. Réalisant qu'il ne contrôle plus grand choses ces derniers temps, il décide de ruser et de faire croire à Tommy qu'il va être à la tête du business à son tour pendant qu'il gèrera seulement l'argent et le blanchiment. Il écoute alors les idées de Tommy qui lui proposer d'accepter la vente d'armes de Vibora et d'étendre leur business pour pouvoir écouler la drogue plus vite et peut-être gagner de nouveaux associés.
Shawn reçoit une mission de la part de son père qu'il doit garder secrète. Angela utilise ses charmes sur Greg pour qu'il obtienne la protection pour Nomar, et Greg, qui est tombé dans son piège, accepte. Tommy retrouve Tasha pour lui rendre les boucles d'oreilles que Holly lui avait volé et lui annonce en même temps que Ghost est redevenu comme avant, ce que Tasha n'a pas l'air de croire. Nomar Arcielo reçoit un message d'Isabel Ruiz à qui il annonce qu'il va peut-être quitter la ville. Nomar lui envoie alors une photo de lui et son pénis pour qu'il se souvienne de lui, sans savoir que Carlos Ruiz vient de confisquer le téléphone à sa fille et a vu la photo osée de Nomar. Carlos prend alors le téléphone, se faisant passer pour Isabel, et demande à le voir. Nomar, ne savant pas que c'est Carlos, accepte. Angela prépare ses affaires pour aller à Miami lorsque sa soeur Paz arrive et lui demande ce qu'il se passe. Après lui avoir menti, elle finit par avouer qu'elle part en voyage avec Jamie, ce qui déçoit Paz. Paz lui conseille alors de s'éloigner de lui mais Angela pense que Paz est jalouse de son bonheur et décide alors de la virer de chez elle.
Tommy et Julio Romano parlent du nouveau business qui va changer et des armes qu'ils vont maintenant vendre lorsque Holly arrive. Julio fait la rencontre d'Holly. Greg vient voir Angela pour lui annoncer qu'il a obtenu la protection. Alors qu'il s'attendait à un geste de la part d'Angeka, il apprend qu'Angela a un petit-ami, ce qui le déçoit. Alors qu'elle se prépare pour la soirée de ce soir, Tommy dit à Holly de quitter son travail pour qu'il puisse s'occuper d'elle. Holly lui propose alors d'être sa partenaire dans le business lorsqu'il reçoit un appel de Vibora qui lui demande un service. S'il accepte, il lui sera redevable à vie. Ruiz lui demande alors d'aller tuer Nomar et Tommy accepte avec grand plaisir, étant donné qu'il déteste les pédophiles. Tasha voit son mari se préparer pour un voyage à Miami et apprend qu'il compte y ouvrir un second club, ce qui ne lui plaît pas. Avant de partir, James dit à sa femme qu'ils auront une discussion lorsqu'il reviendra. Après ça, Tasha se rend alors à la banque pour ouvrir un compte bancaire séparée de celui du compte commun qu'elle a avec James et le met au nom de Lakeisha et demande au banquier de ne rien dire à son mari.
Nomar attend Isabel lorsqu'il reçoit un message de cette dernière qui lui annonce que son père est au courant de tout. Nomar s'enfuit sans savoir qu'il est suivi par Tommy Egan. Nomar appelle alors Angela mais elle ne répond pas, occupée à faire l'amour avec James. Après avoir "finie" avec James, elle regarde son téléphone et voit les appels et les messages de Nomar. Elle appelle alors Greg pour aller l'aider. Pendant ce temps, James arrive au club qui est remplie et qui croule sous les paparazzis ; l'assassin aux baskets roses s'introduit en même temps dans le club. Nomar arrive dans une maison, chez quelqu'un de sa famille et en entrant, il se fait attaquer par Tommy qui le poignarde à plusieurs reprises. Alors qu'il était sur le point de lui couper le pénis, Nomar l'appelle Ghost, ce qui le fait arrêter et il entend ensuite la voix d'Angela. Angela arrive et voit le corps de Nomar. Angela lui demande qui l'a attaqué et il répond que ça vient de Ghost. Elle appelle alors des renforts et Tommy apprend qu'Angela est un agent de la police. Tommy se rend à l'extérieur de la maison en esquivant de peu le regard de Greg, qui le cherche. L'ambulance arrive et Tommy se retrouve coincé dans le jardin. Après que l'ambulance ait récupérée Nomar, Angela rentre chez elle et Tommy arrive à s'enfuir.
Au club, James annonce à Cynthia Sheridan qu'il va ouvrir un second club à Miami et Cynthia lui annonce que s'il le fait, toutes ses soirées se feront dans les clubs de James. James trouve ensuite Holly qui lui annonce qu'elle démissionne, en l'appelant Ghost et dit qu'elle est maintenant son associée. James l'attrape le bras pour qu'elle répète lorsque la tueuse à gages tire une balle en direction de James mais elle touche Holly. La tueuse s'enfuit et James la voit et part à sa poursuite mais elle arrive à s'enfuir.